# Ina Colada
Ina Colada, eigentlich Inga Peters, (* 31. Dezember 1986 in Bottrop-Kirchhellen) ist eine deutsche Partyschlagersängerin.

## Leben
Inga Peters’ Karriere begann 2008 mit einem Auftritt im bekannten Partylokal Bierkönig auf Mallorca. Erst als Inga von der Playa, dann als Ina Colada sang sie Partyschlager und Stimmungsmusik.
Ihre erste Plattenaufnahme machte sie im Jahr darauf, es war ein Cover des Connie-Francis-Schlagers Schöner fremder Mann.
Im Sommer 2010 nahm sie sich ein Kinderlied von Wilhelm Topsch mit dem Titel Alle Kinder lernen lesen vor, dessen Refrain auf die Melodie des amerikanischen Liedes The Battle Hymn of the Republic gesungen wird. Das Lied schaffte es im August 2010 bis auf Platz 57 der deutschen Singlecharts.
Im Juli 2011 erschien mit Dos cervezas por favor eine weitere Single, die sich erfolgreich verkaufen konnte. Das im Original vom belgischen Schauspieler Tom Waes stammende Lied stieg in den deutschen Singlecharts bis auf Platz 59.
Im August 2022 berichtete sie über Sexismus in der Musik-Szene auf Mallorca.
Am 25. März 2022 eröffnete sie in ihrer Heimatstadt Bottrop-Kirchhellen die Wein- und Tapas-Bar „Lennox“, da sie wegen der Corona-Pandemie als Sängerin nicht mehr viel zu tun hatte.

## Diskografie
Singles
- Schöner fremder Mann (2009)
- Single Ding (2010)
- Alle Kinder lernen lesen (2010)
- Marmor, Stein und Eisen bricht (2011)
- Dos cervezas por favor (2011)
- Nur Nicht Aus Liebe Weinen (2011)
- Gegen Deutschland kann man mal verlieren – Ina Colada und Rick Arena (2012)
- Sieben Tränen muss ein Mädchen weinen (2012)
- Sieben Berge (Sieben-Tränen-Après-Ski-Version) (2012)
- Flames of Love (2013)
- Allein in Griechenland (2013)
- Ich liebe das Leben (2013)
- Ola Ole (2014)
- In der Weihnachtsbäckerei (2014)
- Taram Tam Tam (2015)
- Tränen lügen nicht (2015)
- Tanz auf dem Vulkan (2015)
- Dass wir auf Malle sind (2016)
- Dass wir beim Freibier sind (2016)
- Die Gummibärenbande – Ina Colada und Tom Juno (2016)
- Wodka mit irgendwas (2017)
- Der letzte Fox – Nico Gemba und Ina Colada (2017)
- Der letzte Fox 2017 (Eskalations-Mix) – Nico Gemba und Ina Colada (2017)
- Ein schöner Tag (2017)
- Freed from Desire (2017)
- Wir sind fürs Partylife geborn – Ina Colada, Don Francis (2018)
- Luftmatratze (2018)
- Auf Malle sind wir so – Ina Colada & DJ Düse (2019)
- Auf das Leben (2019)
- Komplett am Arsch (2020)

## Auszeichnungen
- Ballermann-Award
  - 2013: in der Kategorie „Bester Durchstarter“
  - 2019: in der Kategorie „Beste weibliche Show“[6]
  - 2020: in der Kategorie „Beste weibliche Show“